# Muchova vila
Muchova vila je dvoupodlažní budova ve stylu novoklasicismu v ulici V Tišině 781/4 v Praze 6 – Bubenči.

## Dějiny
Vilu, vystavěnou v letech 1925 - 1928 si nechal postavit jako rodinné sídlo malíř Alfons Mucha. Architektem byl Bohumil Hypšman, autor např. areálu ministerstev na Palackého náměstí, obchodního domu na Národní třídě č. 19 či přestavby Plodinové burzy na Senovážném náměstí.
Dům je v přízemí a prvním podlaží stavěn pro obytné účely, v horním patře měl Alfons Mucha rozsáhlý ateliér.
Krátce po začátku okupace Německem Alfons Mucha zemřel po výslechu na gestapu (14. července 1939). Do vily se následně nastěhoval důstojník Wehrmachtu. Podle vyprávění umělcova vnuka Johna Muchy (prezidenta Muchovy nadace) měl právě onen důstojník podíl na tom, že ve vile mohla zůstat Muchova manželka Marie Chytilová a na rozdíl od některých dalších členů rodiny nebyla odvezena do koncentračního tábora. Důstojník se měl také zasloužit o to, že zůstala zachována sbírka Muchova díla, jež bylo umístěno právě ve vile.   
Po skončení války se do vily nastěhoval Alfonsův syn Jiří Mucha, který za války působil v britské armádě, s manželkou Geraldinou. Bydleli zde až do roku 1950, kdy byla vila znárodněna. Všichni její obyvatelé – tedy Marie Chytilová a rodina Jiřího Muchy – byli násilně vystěhováni.
Vila byla v restituci rodině vrácena v roce 1990, dědicové ji od té doby pronajímali velvyslanectví Ghany. V roce 2015 vilu od dědiců koupil finančník Pavel Hubáček. 

## Architektura
Vila je postavená v novoklasickém stylu s prvky tehdy nastupujícího purismu. Architekt Hypšman její plány vypracoval podle vlastního návrhu Alfonse Muchy.

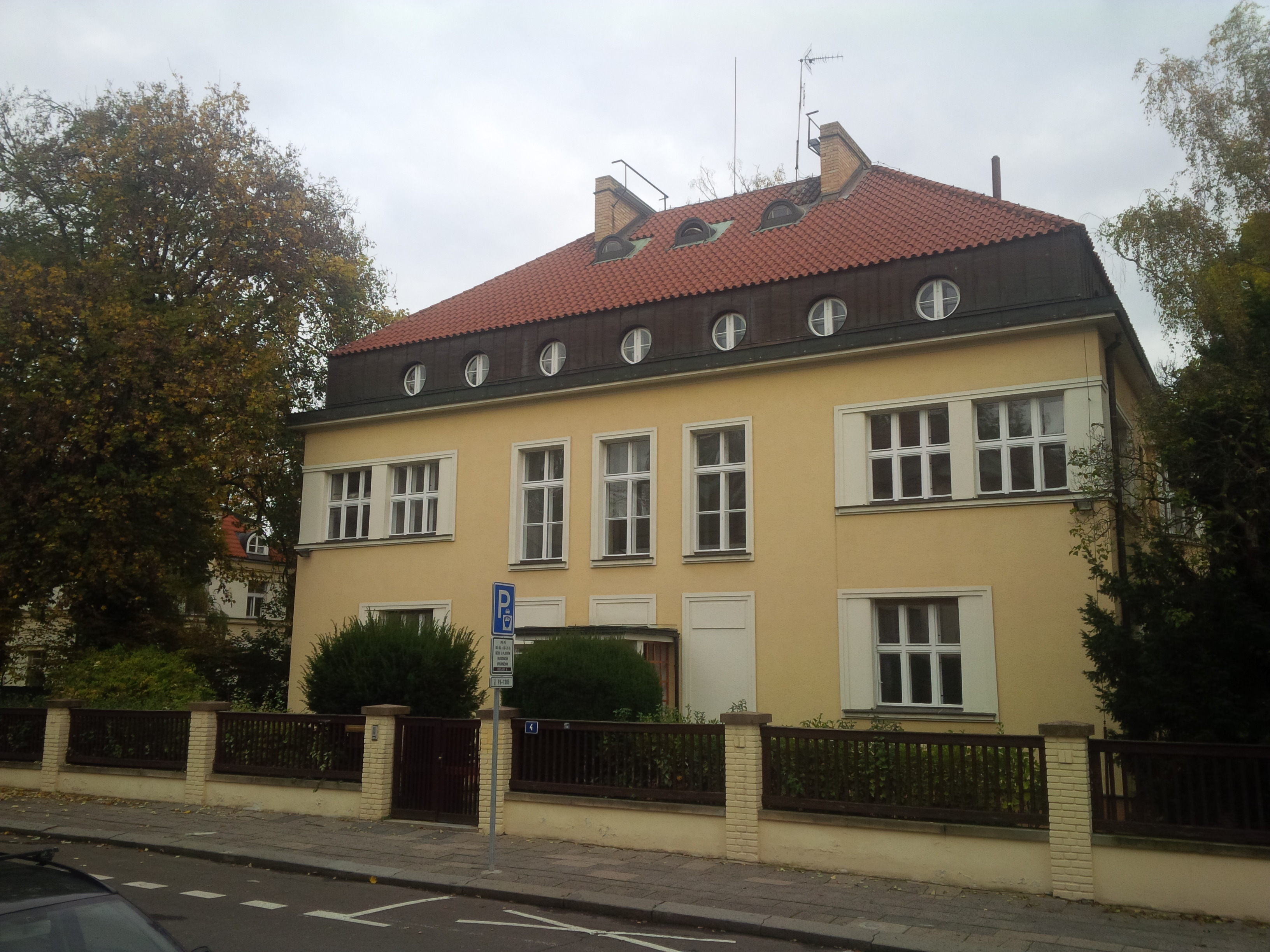
Pohled na vilu z jihozápadu